# Giovanni Degli Antoni
Giovanni Degli Antoni (Piacenza, 4 marzo 1935 – Segrate, 9 aprile 2016) è stato un informatico italiano.

## Biografia
Si è laureato in Fisica all'Università degli Studi di Milano nel 1960, con una tesi intitolata Introduzione all'automazione di misure. Esperto di elettronica, si inserì nel gruppo di ricerca sulle particelle radioattive dell'Università Statale di Milano sotto la guida di Giuseppe Occhialini.
Ha fondato la scuola informatica dell'Università degli Studi di Milano costituendo dapprima il Gruppo di Elettronica e Cibernetica (1969) presso l'Istituto di Fisica – divenuto poi Istituto di Cibernetica nel 1977 – e successivamente il Dipartimento di Scienze dell'Informazione (1986), rimanendone Direttore fino al 1991. In seguito, ha dato vita alla Sezione di Crema del Dipartimento di Scienze dell'Informazione, diventata nel 1996 Polo Didattico e di Ricerca e, nel 2001, Dipartimento di Tecnologie dell'Informazione.
Ha partecipato alla crescita del Consiglio Nazionale Ricerche realizzando e guidando l'Istituto di Tecnologie Didattiche e Formazione a Palermo, attivo nell'ambito di una struttura unificata con l'Istituto di Tecnologie Didattiche di Genova del cui Consiglio Scientifico è stato Presidente per alcuni anni. Ha contribuito inoltre alla nascita del CINI, il Centro Interuniversitario Nazionale di Informatica ed è stato anche attivo nello sviluppo del GRIN, il Gruppo nazionale dei Professori e Ricercatori in Informatica. Tra le sue attività di maggiore rilevanza, il supporto alla componente informatica del pool “Mani Pulite” e in particolare dell'allora pubblico ministero Antonio Di Pietro.
È stato fondatore del Centro Televisivo Universitario dell'Università degli Studi di Milano.
Muore il 9 aprile 2016 all'età di 81 anni..

## Riconoscimenti
Il 25 settembre 2009 ha ricevuto l'onorificenza ONU di “Amico delle Nazioni Unite”, con la seguente motivazione: “per gli alti valori scientifici che ne hanno fatto un patriarca indiscusso dell'Informatica”.
Il Ministero dell'Istruzione, dell'Università e della Ricerca, su proposta dell'Università degli Studi di Milano, con decreto in data 5/10/2012 gli ha conferito il titolo di "Professore Emerito".

## Impatto su università, industria e società
Dalle prime esperienze nel gruppo del Prof. Occhialini, dalle quali sono nati i primi contratti nazionali ed Europei sulla ricerca spaziale, Degli Antoni ha intuito l'importanza che una crescita nel campo dell'elaborazione dell'informazione avrebbe potuto apportare alla scienza ed alla società. Dalla ricerca attiva nel campo della Fisica Degli Antoni si è quindi dedicato allo sviluppo delle Scienze e delle Tecnologie Informatiche e alla costruzione di nuovi ambiti di ricerca e didattica in Informatica.
Tra le tante tecnologie d'avanguardia di cui ha preconizzato diffusione e successo, alcune si sono agglomerate sotto il nome di soft computing, disciplina da Degli Antoni sviluppata e promossa, anche curando insieme al Prof. Lotfi Zadeh la nascita della rivista Soft Computing pubblicata da Springer.
L'impatto nella didattica universitaria è evidente negli scritti da egli lasciati e nella viva memoria dei suoi numerosi studenti del DSI dell'Università degli Studi di Milano, ciò, in special modo, nel periodo che abbraccia la seconda metà degli anni ottanta fino a coprire gli anni novanta. In tale contesto GDA, (come solitamente veniva nominato) unì tecnologia e filosofia della conoscenza, a partire dalle categorie e dalla ontologia informatica (che fondavano le basi concettuali delle classi informatiche e della emergente programmazione Object Oriented), per poi arrivare alla semiologia e spingersi alle reti neurali. Il suo corso di "elaborazione dei testi letterali" (ETL per i suoi studenti) incorporava e traduceva i temi principali della semiologia della rappresentazione, traduzione ovvero interpretazione dei testi letterali. Va menzionata la presenza del Prof. Umberto Eco (rappresentante di maggiore rilievo della semiologia in Italia) venne invitato dal DSI per tenere dei seminari sull'argomento della rappresentazione della conoscenza. Pertanto, se vi è stato un impatto sull'università, quello va identificato soprattutto nell'insegnamento e nell'esercizio del suo ruolo, tale da caratterizzare la facoltà di Scienze dell'Informazione dell'Università di Milano dall'essere maggiormente scientifica che tecnologica.

## Opere
La natura poliedrica delle ricerche di Degli Antoni si evince dalla schedatura sul repertorio delle pubblicazioni scientifiche Microsoft Academic Search, nel quale il nome Gianni Degli Antoni risulta presente tra il 1962 e il 1998 su tre diversi campi di ricerca (fisica statistica, basi di dati e web), in 37 pubblicazioni e con 545 coautori, dato quest'ultimo che riflette la tendenza a collaborare con ricercatori più giovani. Come Giovanni Degli Antoni lo stesso catalogo riporta interventi nei campi della pedagogia, l'intelligenza artificiale, il data mining e l'ingegneria. Le sue pubblicazioni recensiori riflettono un interesse nella ricerca sugli insiemi sfumati.
- Altri articoli scientifici[12]
- Cibernetica, Milano, 1964, appunti[13]
- Appunti di elettronica generale dalle lezioni del prof. Degli Antoni, CLUED, Milano, 1974
- Gianni Degli Antoni, Giulio Occhini (a cura di), Office automation: metodi e tecnologie, ed. Masson Italia, Milano, 1986, ISBN 8821405893
- intervento in Scrivere comunicare apprendere con le nuove tecnologie, Bollati Boringhieri, Torino, 1995, ISBN 88-339-0931-X